# آکنادا (قزل‌یورتوفسکی)
آکنادا (به لاتین: Aknada) یک منطقهٔ مسکونی در روسیه است که در داغستان واقع شده‌است.